# Uralmaš
Uralmaš - UZTM (rusko Уральский завод тяжёлого машиностроения «УЗТМ» - "Uralskij zavod tjaželogo mašinostrojenja") je rusko težkoinudstrijsko podjetje s sedežem v Jekaterinburgu. Podjetje je bilo ustanovljeno leta 1933, v času hitre industrializacije Sovjetske zveze. Uralmaš je proizvajal plavže, stiskalnice, stroje za sintranje, in drugo opremo. Med 2. svetovno vojno so proizvajali tudi vojaško tehniko, sprva komponentne, kasneje pa tudi tanke T-34 in uničevalce tankov SU-122, SU-85 in SU-100